# Línea West End
La línea West End, ahora una línea de metro en Brooklyn, Ciudad de Nueva York, es una ramal desde Broadway (Manhattan) y la Cuarta Avenida (Brooklyn), en la cual abastece a las comunidades del Borough Park, New Utrecht, Bensonhurst, Bath Beach y Coney Island. La línea es transitada por el servicio D, y durante las horas pico por el servicio M, en la cual provee un acceso directo hacia el distrito financiero.
La línea elevada, originalmente apareció en el mapa como la línea de la Avenida New Utrecht (aunque el nombre común prevaleció después de su construcción), en la cual reemplazó a la línea West End.

## Historia

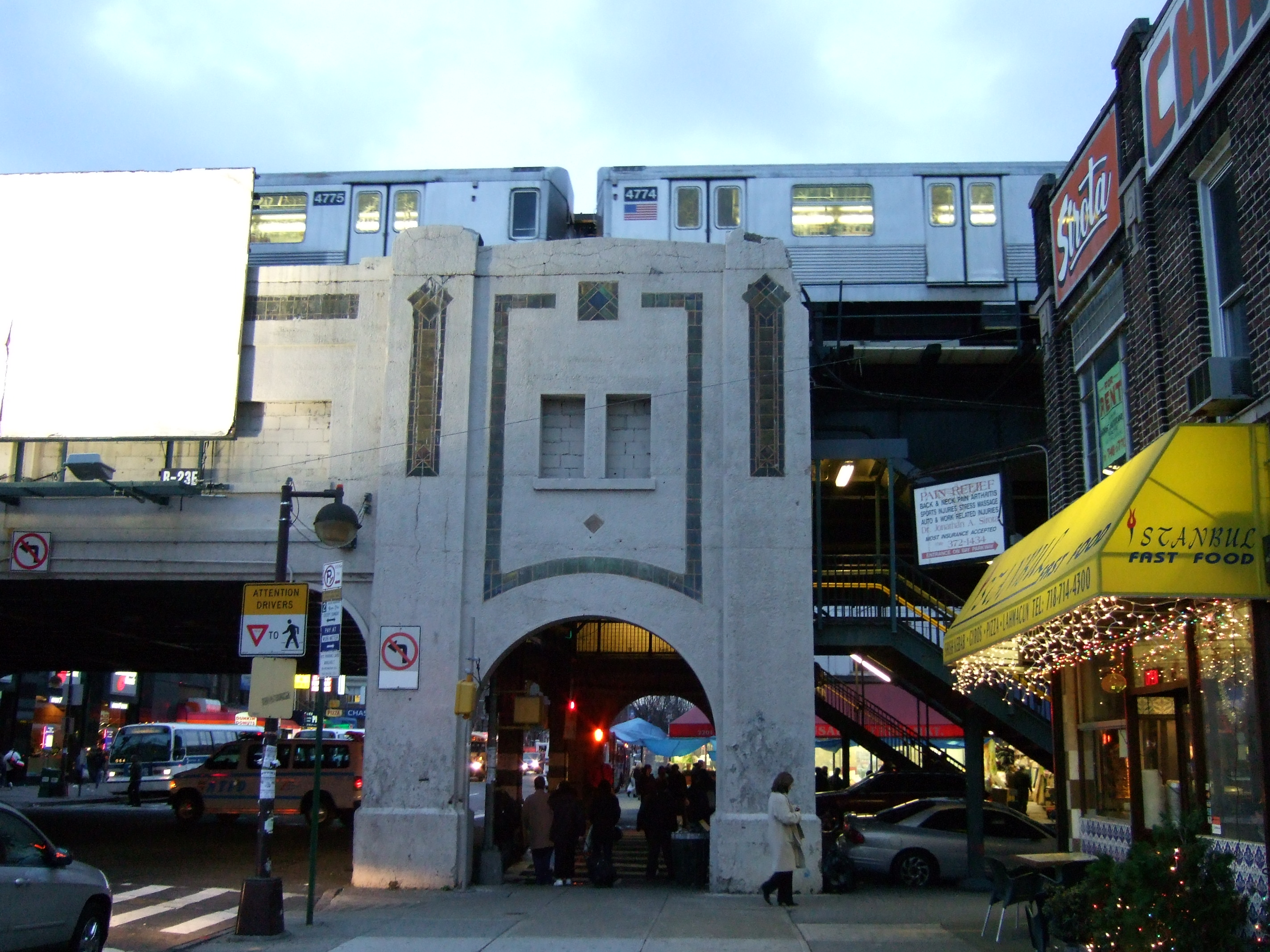
línea elevada sobre la Callee 86 en la estación Bay Parkway.

Bajo los contratos Dual de 1913, una línea elevada fue construida sobre la nueva Avenida Utrecht, la calle 86 y la Avenida Stillwell, abrió completamente en Coney Island el 21 de julio de 1917. El paso libre original localizado en la superficie fue retenida para el uso de los vagones de tranvías para proveer servicio local y proteger la franquicia de la compañía. A través de los años, la línea West End ha sido mostrada en películas y programas de televisión. En la famosa escena de chase de "The French Connection" (1971) fue filmada bajo la línea West End en Brooklyn, y la apertura de la escena de la película "Saturday Night Fever" (1977) en la cual muestra a Tony Manero (John Travolta) caminando por la Calle 86, con la línea elevada West End sobre ella. Además, en la apertura de los créditos del show de televisión "Welcome Back, Kotter" (1975) también aparece la línea West End.

### Patrones del servicio
La línea West End tiene un servicio expreso (en la línea de la Cuarta Avenida) etiquetada en 1924 como 3 BMT -  Desde que abrió en 1916, pasando sobre el puente de Manhattan y hacia las vías de la línea expresa de Broadway. A finales de los años 1950, los trenes vespertinos cambiaron a las vías locales de la Cuarta Avenida y sobre el túnel de la Calle Montague, y los servicios nocturnos y dominicales se convirtieron en un servicio de "shuttle" entre Coney Island y la Calle 36. A principios de los años 1960 los servicios locales y expresos fueron asignados como T y TT. Con la apertura de la conexión de la Calle Chrystie a finales de 1967, el servicio B fue extendido hacia Coney Island, absorbiendo los servicios T y TT (ambos servicios expresos en la Cuarta Avenida). El servicio nocturno TT y el "shuttle dominical" dejaron de operar hasta 1968, cuando el servicio B empezó a operar en tiempo completo; en la noche operaba local en la Cuarta Avenida y expresa en el día. Las operaciones nocturnas dejaron de operar para funcionar solamente como un "shuttle del servicio B" - Ahora como, A mediados de los años 1980 y el 2001 durante la reconstrucción de las vías del puente de Manhattan, la parte del servicio B en Brooklyn se convirtió en el servicio W, operando como un "shuttle" no solo en la calle 36 sino también durante los fines de semana en la Avenida Atlantic–Calle Pacific. Pero en el 2002 durante la reconstrucción de la línea West End se convirtió en la única en servir a Coney Island–Avemoda Stillwell, y el servicio W fue extendido hacia Manhattan a tiempo completo, usando las vías locales y el túnel de la Cuarta Avenida durante la noche y fines de semana. Finalmente, en 2004, la reconstrucción del puente de Manhattan terminó de construirse, y el servicio W fue remplazado con la extensión del servicio D, transitando sobre el puente de Manhattan durante todo el tiempo y exprés en la noche en la Cuarta Avenida.  
El otro patrón de servicio es la "línea corta West End", un servicio local que opera en las horas pico (en la Cuarta Avenida) entre la línea de la Calle Nassau en el Bajo Manhattan y la Calle 62 o Bay Parkway. A principio de los años 1960 pasó a ser parte del servicio TT y dejó de funcionar hasta 1967. Sin embargo, en 1987 el servicio de la línea corta fue esencialmente recreado cuando la extensión del servicio Mfue movido de la línea Brighton a la línea West End, y hasta el 15 de junio de 2010 entonces durante los servicios de horas pico se ha extendido hacia Bay Parkway (a veces, el servicio M se ha extendido hacia la Novena Avenida).

## Lista de estaciones
| Leyenda de la estación de servicio | Leyenda de la estación de servicio |
| ---------------------------------- | ---------------------------------- |
| Hace paradas todo el tiempo        | Paradas todo el tiempo             |
| Hace paradas sólo en horas pico    | Paradas sólo en horas pico         |
| Detalles del periodo de tiempo     |                                    |

| Acceso para discapacitados                         | Estación                                           | Vías                                               | Servicios                                          | Apertura                                           | Transferencias & notas                                     |
| se divide desde la línea de la Cuarta Avenida (D ) | se divide desde la línea de la Cuarta Avenida (D ) | se divide desde la línea de la Cuarta Avenida (D ) | se divide desde la línea de la Cuarta Avenida (D ) | se divide desde la línea de la Cuarta Avenida (D ) | se divide desde la línea de la Cuarta Avenida (D )         |
| -------------------------------------------------- | -------------------------------------------------- | -------------------------------------------------- | -------------------------------------------------- | -------------------------------------------------- | ---------------------------------------------------------- |
|                                                    | Novena Avenida                                     | ambas                                              | D                                                  | 24 de junio de 1916                                |                                                            |
|                                                    | Fort Hamilton Parkway                              | local                                              | D                                                  | 24 de junio de 1916                                |                                                            |
|                                                    | Calle 50                                           | local                                              | D                                                  | 24 de junio de 1916                                |                                                            |
|                                                    | Calle 55                                           | local                                              | D                                                  | 24 de junio de 1916                                |                                                            |
|                                                    | Calle 62                                           | ambas                                              | D                                                  | 15 de septiembre de 1916                           | línea Sea Beach en la Nueva Avenida Utrecht (N )           |
|                                                    | Calle 71                                           | local                                              | D                                                  | 15 de septiembre de 1916                           |                                                            |
|                                                    | Calle 79                                           | local                                              | D                                                  | 15 de septiembre de 1916                           |                                                            |
|                                                    | Decimoctava Avenida                                | local                                              | D                                                  | 15 de septiembre de 1916                           |                                                            |
|                                                    | Vigésima Avenida                                   | local                                              | D                                                  | 15 de septiembre de 1916                           |                                                            |
|                                                    | Bay Parkway                                        | ambas                                              | D                                                  | 29 de diciembre de 1916                            |                                                            |
|                                                    | Vigésimo Quinta Avenida                            | ambas                                              | D                                                  | 29 de diciembre de 1916                            |                                                            |
|                                                    | Calle 50 Bay                                       | ambas                                              | D                                                  | 21 de diciembre de 1917                            |                                                            |
| Acceso para discapacitados                         | Coney Island–Avenida Stillwell                     | ambas                                              | D                                                  | 23 de diciembre de 1918                            | línea Brighton (Q ) línea Culver (F ) línea Sea Beach (N ) |